# Пью (язык, Мьянма)

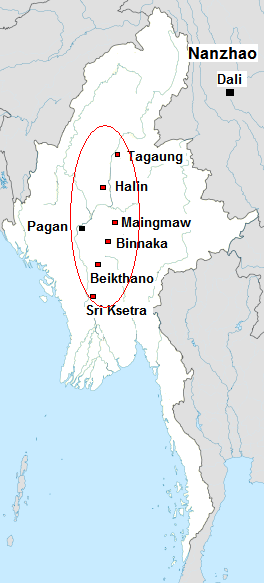
Пью в VIII веке; Паган показано не в том временном периоде

Пью (пьу бхата, письмо пью: ; мьянманский: ပျူ ဘာသာ, pjù bàðà) — вымерший тибето-бирманский язык, родственные связи которого не ясны. Был распространён в центральных регионах современной Мьянмы в первом тысячелетии нашей эры. На нём говорили в царстве Пью, существовавшем со второго века до н. э. по IX век н. э. Начал вытесняться в конце IX века, когда бирманцы Наньчжао начали теснить Пью. Королевские указы в империи Паган писали на пью до XII века. В следующем столетии бирманский язык вытеснил пью окончательно.
Письмо пью основывалось на брахми, и возможно является предком бирманского письма.
Язык известен в основном по пяти надписям: на четырёх каменных урнах VII и VIII века и из надписи Мьязеди.

## Классификация
Пью — тибето-бирманский язык, предположительно родственный мьянманскому. Матисофф классифицирует его как лоло-бирманский, Брэдли связывает его с языком сак. Ван Дрием считает, что пью принадлежит к отдельной ветви тибето-бирманских языков.
Вместе с пью в одноимённом царстве при дворе использовались санскрит и пали. Китайские летописи упоминают 35 музыкантов, игравших для пьюских дипломатов в 800—802 годах и говоривших на санскрите.